# Liste technischer Rekorde
In dieser Liste sind technische Rekorde aus unterschiedlichen Bereichen aufgeführt und kurz erläutert.
Weiterführende Informationen finden sich in den jeweiligen Artikeln.

## Bauwerke

### Bauwerke insgesamt

#### Höchstes freistehendes Bauwerk, höchster freistehender Turm und höchstes Hochhaus
|  | Der Burj Khalifa ist mit 829,8 m das höchste freistehende Bauwerk der Welt und besitzt mit einer Anzahl von 189 (davon 163 nutzbar) auch die meisten Geschosse. Seine Endhöhe erreichte der Burj Khalifa am 17. Januar 2009 und die Einweihung erfolgte am 4. Januar 2010. |

#### Größtes Gebäude
|  | Das New Century Global Center hat eine Nutzfläche von 1.760.000 Quadratmetern und ist damit das größte Gebäude der Welt. Es hat eine Höhe von 100 m und eine Grundfläche von 500 m × 400 m. |

#### Längstes Gebäude
|  | Terminal 3 des Flughafens von Peking ist mit 3250 m das längste.                                                                                      |
|  | Das Stanford Linear Accelerator Center ist ebenfalls über 3 km lang, aber zum Teil unter der Erde.                                                    |
|  | Das Passagierterminal des Hong Kong International Airports ist mit einer Länge von 1270 Meter eines der längsten Einzelgebäude der Welt.              |
|  | Das Gebäude des Flughafens Berlin-Tempelhof ist mit einer Länge von 1230 m möglicherweise das längste Gebäude Europas.                                |
|  | Der Karl-Marx-Hof in Wien gilt mit 1100 m Länge als längstes Wohngebäude der Welt.                                                                    |
|  | Das ehemalige KdF-Seebad Prora auf der Insel Rügen ist ca. 4,5 km lang, besteht jedoch aus acht in einer Reihe stehenden Gebäuden von je 550 m Länge. |

#### Längstes Hochhaus Europas
|  | Der fünfzehngeschossige Wohnkomplex Cité du Lignon im Westen von Genf besitzt eine Länge von 980 Metern. Das Bauwerk entstand 1962–1971 nach Plänen des Architekten Georges Addor. |

#### Schiefster Turm
|  | Der Schiefe Turm von Gau-Weinheim in Gau-Weinheim im Landkreis Alzey-Worms ist mit einer Neigung von 5,42° der schiefste Turm der Welt. |
|  | Der Turm der 1382 erbauten Kirche ”Unser Lieben Frauen am Berge” von Bad Frankenhausen/Kyffhäuser (Standort 51° 21′ 34,2″ N, 11° 6′ 20,4″ O) besitzt einen 37 m hohen Turmkörper mit einer Neigung von 5,42° und ist damit stärker geneigt als der „schiefste Turm der Welt“. Zur Kompensation wurde nach einem Brand im Jahre 1761 die neue Turmspitze schief aufgesetzt, so dass der Gesamtturm im Jahre 2008 eine Neigung von 4,76° besaß. |
|  | Die Schieflage des Turms von Pisa beträgt 3,97°. Sie wies kurz vor Sanierungsmaßnahmen um 1990 einen Winkel von 5,5° auf. |
|  | Der höchste – beabsichtigt – schiefe Turm der Welt ist der 175 m hohe Olympiaturm des Olympiastadions in Montreal. |
|  | Der am stärksten – beabsichtigt – geneigte Turm der Welt ist der Capital Gate in Abu Dhabi mit einer Neigung von 18°. |

### Bauwerke nach Materialien

#### Größte Ziegelsteinbrücke
|  | Die 1851 fertiggestellte Göltzschtalbrücke bei Netzschkau im Vogtland (Sachsen) ist die weltweit größte Ziegelsteinbrücke. Diese Eisenbahnbrücke ist 78 m hoch und noch heute im Bahnbetrieb. |

#### Höchster Stahlturm
|  | Der höchste freistehende Stahlturm ist der 1973 fertiggestellte 385 Meter hohe Fernsehturm Kiew. |

#### Höchster Backsteinturm
|  | Der im Jahre 1500 fertiggestellte 130,1 Meter hohe Turm der Martinskirche (Landshut), Deutschland, ist der höchste Backsteinturm der Welt. |

#### Höchster Holzturm
|  | Der höchste je gebaute Holzturm stand in Mühlacker. Er war 190 Meter hoch und diente von seiner Fertigstellung 1934 bis zu seiner Sprengung 1945 als Tragturm einer Sendeantenne für Mittelwelle. |
|  | Der höchste existierende Holzturm ist der 1935 errichtete Sendeturm des Senders Gleiwitz mit einer Höhe von 118 Metern. |
|  | Der weltweit höchste öffentlich begehbare Holz-Stahl-Turm ist der Aussichtsturm Pyramidenkogel in Österreich, mit 100 m Gesamthöhe und einer Aussichtsplattform in 70,6 m. Gleichzeitig beherbergt dieser Turm die höchste überdachte Rutsche Europas. |
|  | Der höchste öffentlich begehbare Holzturm in Deutschland ist der Aussichtsturm Blumenthal in Heiligengrabe mit einer Höhe von 45 Metern. |
|  | Der höchste öffentlich begehbare Holzturm in der Schweiz ist der Chutzenturm in Seedorf mit einer Höhe von 45 Metern. |
|  | Der höchste Holzturm in Deutschland ist der 2012 errichtete 100 m hohen Turm, der die Windkraftanlage Hannover-Marienwerder trägt. Turmgewicht ca. 200 t, es wurden ca. 400 m³ Fichtenholz verbaut; das Holz stammt von rund 1000 Bäumen. Verantwortlich für die Idee und die Umsetzung zeichnet die Firma TimberTower. Oben auf dem Holzturm lastet ein Gewicht von ca. 100 t (Maschinenhaus und Windradrotor der 1,5 MW Anlage). |

#### Höchstes begehbares Holzgebäude
|  | Der Jahrtausendturm in Magdeburg mit 60 Metern gilt als höchstes Holzgebäude der Welt mit einer Aussichtsplattform auf 43 Meter Höhe, die damit höher liegt als die Plattform des Frankfurter Goetheturms. Vermutlich gibt es weltweit kein höheres begehbares Holzgebäude. |

#### Höchstes begehbares Holzkreuz
|  | Das Pilgerkreuz am Veitscher Ölberg (Österreich, Steiermark) ist mit 40,7 m das höchste begehbare Holzkreuz der Welt. |

#### Größtes Holzgebäude
|  | Die Haupthalle des Tōdai-ji-Tempels in Nara, Japan ist mit einer Breite von 57,01 Metern, einer Tiefe von 50,48 Metern und einer Höhe von 48,74 Metern das größte rein aus Holz gebaute Gebäude der Welt. |

### Sakralbauten
Siehe auch Liste der größten Kirchen und Liste der höchsten Sakralgebäude.

#### Größte Kirche
|  | Die größte Kirche der Christenheit nach Grundfläche, Länge und vermutlich auch Volumen ist der Petersdom in der Vatikanstadt. |

#### Höchster Kirchturm
|  | Der 1890 fertiggestellte 161,53 Meter hohe Turm des Ulmer Münsters in Ulm, Deutschland, ist der höchste Kirchturm der Welt. |

#### Größte Synagoge
|  | Die weltweit größte Synagoge ist die Belz Beit HaMidrash HaGadol in Jerusalem. Sie wurde im Jahr 2000 fertiggestellt und bietet etwa 6000 Personen Platz. |

#### Höchstes Minarett
|  | Das mit 265 Metern höchste Minarett gehört zur 2019 fertiggestellten Großen Moschee von Algier in der algerischen Hauptstadt Algier. Das Minarett besitzt 37 Stockwerke und gilt somit als das höchste Gebäude Afrikas. |

#### Höchstes Gedenkkreuz
|  | Das 152,4 Meter hohe Gedenkkreuz des Monumento Nacional de Santa Cruz del Valle de los Caidos in El Escorial, Spanien ist das höchste Gedenkkreuz der Welt. |

#### Größter Friedhof
|  | Der 917 ha große Friedhof Wadi as-Salam liegt im Großraum der Stadt Nadschaf, Irak und gilt als größter Friedhof der Welt. Auf ihm liegen fünf Millionen Menschen begraben, jährlich kommt eine halbe Million dazu. |
|  | Der 389 ha große Friedhof Ohlsdorf im Hamburger Stadtteil Ohlsdorf ist der größte Friedhof Europas und gilt als größter Parkfriedhof der Welt.                                                                      |

### Burgen, Schlösser, Paläste

#### Größter Palast
|  | Gemessen an der ummauerten Grundfläche ist die Verbotene Stadt in Peking, China, der größte bestehende Palast (ummauerte Gesamtfläche 720.000 m², bebaute Fläche 150.000 m², 80.000 m² bewohnbare Grundfläche).                      |
|  | Gemessen an der Größe der Gesamtanlage ohne eine Mauer ist Versailles, Frankreich, der größte bestehende Palast (110.000 m² bewohnbare Grundfläche allein im Hauptgebäude, 8.150.000 m² Grundfläche für das gesamte Palastensemble). |
|  | Die größte heute noch bewohnte Burgresidenz ist Windsor Castle, Großbritannien (bewohnbare Grundfläche 45.000 m²). |
|  | Der größte noch bewohnte Palast Europas ist der Palacio Real (Madrid), Spanien (135.000 m² bewohnbare Grundfläche). |
|  | Der größte bewohnte Palast und Regierungssitz ist der Istana Nurul Iman des Sultans von Brunei (bewohnbare Grundfläche 200.000 m²).                                                                                                  |

#### Längste Burg der Welt
|  | Die Burg zu Burghausen oberhalb der Altstadt von Burghausen ist mit 1051 m die längste Burganlage der Welt. Sie besteht aus sechs Burghöfen und ist bis auf wenige Ausnahmen aus Tuffquadersteinen (Travertin) errichtet. Ein großer Teil der Bauten und der Charakter der Gesamtanlage stammen aus der Zeit als Residenz der niederbayerischen Linie der Wittelsbacher (1393–1505). |

### Industriebauten

#### Größte und höchste Industriehalle
|  | Die größte Halle – sowohl nach Grundfläche, als auch nach Volumen – ist das Boeing-Werk Everett. Sie wurde 1968 für die Endmontage der Boeing 747 gebaut und ist 13,3 Millionen Kubikmeter groß. Die Halle besitzt eine Grundfläche von 39,9 Hektar, das gesamte Gelände 415 Hektar. |
|  | Das 1965 fertiggestellte 160 Meter hohe Vehicle Assembly Building im Kennedy Space Center, USA, dürfte die höchste Industriehalle der Welt sein. |
|  | Die größte freitragende Halle der Welt, das Aerium bei Berlin, beherbergt mittlerweile das „Tropical Islands Resort“. Die Halle ist 360 m lang, 210 m breit, 107 m hoch und umfasst einen Raum von 5,5 Mio. m³.                                                                      |

#### Größtes Gewächshaus
|  | Das größte Gewächshaus formen die Glaskuppeln des Eden Projects in Cornwall, die 2001 fertiggestellt wurden. Die Fläche der Kuppeln beträgt 31.390 m². |

#### Höchster Schornstein
|  | Der höchste Schornstein ist der 1987 fertiggestellte Kamin des Kohlekraftwerks Ekibastus in Kasachstan. Er ist 422 Meter hoch.                     |
|  | Der höchste Schornstein in Europa ist der von der Düsseldorfer Firma Karrena erbaute Schornstein von Trbovlje in Slowenien. Er ist 360 Meter hoch. |
|  | Der höchste Schornstein in Deutschland ist der des Kraftwerks Buschhaus bei Helmstedt. Er ist 307 Meter hoch.                                      |

#### Höchster Kühlturm
Der Kühlturm des Kraftwerks Pingshan II in der Provinz Anhui, China, ist mit 210 Metern Höhe der höchste Kühlturm der Welt.

#### Höchster Freileitungsmast (Stahlmast)
|  | Die beiden 2003 errichteten Tragmasten der Jangtse-Freileitungskreuzung in Jiangyin, China sind mit einer Höhe von 346,5 Metern die höchsten Freileitungsmasten der Welt und überragen sogar den Eiffelturm. |

#### Höchster Freileitungsmast (Betonmast)
|  | Der Ende 1990 in Littau errichtete Mast Nummer 301 der Freileitung Innertkirchen–Littau–Mettlen ist der höchste Schleuderbetonmast der Welt. Er ist 59,5 Meter hoch und wiegt 307 Tonnen. Der als Portalmast mit drei Querträgern ausgeführte Mast ist ein Abspannmast, der für die Aufnahme von zwei 380-kV- und einem 110-kV-Stromkreisen ausgelegt ist. |

#### Leistungsstärkste und höchste Windenergieanlage
- Siehe auch: Liste der leistungsstärksten Windkraftanlagen

Die im Jahr 2024 von der Firma Dongfang Electric in Fujian errichtete Windkraftanlage mit 310 m Rotordurchmesser und einer Nabenhöhe von 185 m kann eine Leistung von 26 Megawatt erzeugen; die Rotorblattspitzen erreichen eine Höhe von 340 m.

#### Größte Photovoltaikanlagen
- Der weltgrößte Solarpark ist mit Stand Juni 2019 ein Photovoltaikkraftwerk in der Nähe der Stadt Golmud in der chinesischen Provinz Qinghai (autonomer Bezirk Haixi). Die Leistung der Gesamtanlage wird mit 1800 MWp auf der Wechselstromseite angegeben. Der Solarpark Agua Caliente im US-Bundesstaat Arizona, der im September 2012 eine Leistung von 250 MWp erreichte und damals die weltgrößte Solaranlage war, ist 2019 nicht mehr in der Liste der 15 größten Solaranlagen enthalten.
- Der größte europäische Solarpark ist seit Dezember 2015 der Solarpark Cestas in Frankreich, der über eine Leistung von 300 MWp verfügt.

#### Größte Werkstatt
- Die größte Werkstatt für Automobile wie Omnibusse u. ä. ist das 1933 gegründete Kowloon Motor Bus Co. Overhaul Centre in Hongkong, Volksrepublik China mit 4 Stockwerken und einer Fläche von ca. 47.000 m².

#### Größte Autowaschanlage
|  | Die größte Autowaschanlage mit einer Fläche von 24.000 m² ist die Mr. Wash Waschanlage der Tankstelle an der Heilbronner Straße in Feuerbach (Stuttgart), Deutschland. Es können 400 Autos gleichzeitig gereinigt werden. |

#### Größte Getreidesilos
- Die größten einzelnen stehenden Getreidesilos befinden sich in Wichita, Kansas, Vereinigte Staaten. Die 123 Silos haben eine Höhe von 37 Metern, der Durchmesser beträgt 9,1 Meter. Das gesamte Fassungsvermögen beträgt 730.000 m³.

### Öffentliche Einrichtungen

#### Größtes Krankenhaus
|  | Das Krankenhaus West China Hospital hat mit 4.300 Betten die meisten Betten auf der Welt und befindet sich in Chengdu, Volksrepublik China. |

#### Größtes Krematorium
|  | Das größte Krematorium der Welt, das Nikolo-Archangelskij-Krematorium, befindet sich in Moskau, Russland und hat 7 Zwillings-Krematorien. Die Gesamtfläche des Gebäudes beträgt 210 ha. |

#### Größte Schule
|  | Die größte Schule der Welt ist die Rizal High School in Pasig, Manila auf den Philippinen. Die Schülerzahl beträgt ca. 16.000. |

#### Größtes Gefängnis
|  | Das größte Gefängnis der Welt ist das California State Prison Corcoran in Corcoran im US-Bundesstaat Kalifornien. Die Anzahl der Gefängnisinsassen beträgt ca. 5.000. |

### Hotels

#### Höchstes Hotel
|  | Das höchste Hotel der Welt ist derzeit der 355 m hohe JW Marriott Marquis Hotel Dubai.                                                                                             |
|  | Das Hotel mit der größten Höhe über Grund ist das Ritz-Carlton-Hotel Hongkong. Es befindet sich zwischen dem 93. und 108. Stock des 484 Meter hohen International Commerce Center. |

#### Größtes Hotel
|  | Das First World Hotel in Malaysia ist mit 7351 Zimmern der Hotelkomplex mit den meisten Zimmern. |

### Kulturbauten, Museen, Bibliotheken, Forschungseinrichtungen

#### Größtes Aquarium
|  | Das größte Indoor-Aquarium Europas ist das Oceanário de Lisboa und befindet sich im Park der Nationen in der portugiesischen Hauptstadt Lissabon. |

#### Größte Museumsvitrine
Die größte Museumsvitrine Deutschlands befindet sich in der voll klimatisierten Kreuzkirche in Zittau. Diese Spezialvitrine beherbergt seit 1999 das Große Zittauer Fastentuch von 1472. Zur Beleuchtung wurden über 14.000 m Glasfaserlichtleiter mit über 2700 Lichtpunkten in beidseitig angeordneten Lichtrohren à neun Metern eingebaut. 18 Lichtquellengeräte à 100 Watt mit UV-Sperrfilter bis 420 nm garantieren eine UV- und IR-freie Beleuchtung.

#### Größtes Planetarium
|  | Das größte Planetarium der Welt besitzt das Wissenschaftsmuseum der Stadt Nagoya in Japan. Die Kuppel hat einen Durchmesser von 35 Metern. |

### Kinos

#### Größtes Kino
|  | Das größte Kino der Welt befindet sich im Ciudad de la Imagen-Komplex in Madrid, Spanien es hat 25 Kinosäle und 9.200 Sitzplätze. |
|  | Das größte Kino Deutschlands befindet sich im CinemaxX in Essen. Es hat 16 Kinosäle und 5.152 Sitzplätze.                         |

#### Größter Kinosaal
|  | Der größte Kinosaal der Welt befindet sich im Palazzo del Cinema in Venedig, Italien, in dem das alljährliche Filmfestival von Venedig stattfindet. In ihm stehen 2400 Sitzplätze. |

#### Größte Kinoleinwand
|  | Die größte Kinoleinwand der Welt befindet sich im IMAX-Kino in Leonberg, Deutschland. Sie ist 38 Meter breit und 22 Meter hoch. |

### Brücken, Tunnel, sonstige Verkehrsbauten

#### Höchste Brücke
|  | Die Beipanjiang-Brücke, die in China zwischen den Provinzen Guizhou und Yunnan das Tal des Beipan Jiang überquert, ist mit 565 m lichter Höhe zwischen Fahrbahn und Flussbett die höchste Brücke der Erde; sie ist 1.341 m lang und wurde Ende 2016 eröffnet. |

#### Höchste Balkenbrücke
|  | Die höchste Balkenbrücke ist die 1963 fertiggestellte Europabrücke der Brenner Autobahn bei Innsbruck, Österreich mit einer Höhe von 192 Metern. |

#### Höchster Brückenpfeiler
|  | Die Schrägseilbrücke Viaduc de Millau bei Millau, Frankreich, verfügt über den höchsten Brückenpfeiler mit einer Höhe von 343 Metern. Diese Höhe setzt sich zusammen aus dem 245 m hohen Betonpfeiler, der bis zur Fahrbahn reicht und dem darauf aufgesetzten 98 m hohen Stahlpylon. Mit dieser Höhe ist der Brückenpfeiler Frankreichs höchstes freistehendes Bauwerk (die Sendemasten des Langwellensenders Allouis und der Zentralmast des Längstwellensender HWU sind höher) und überragt auch den Eiffelturm. |

#### Längste Brücken
|  | Die längste Brücke ist die Große Brücke Danyang–Kunshan in China. Die Brücke der Schnellfahrstrecke Peking–Shanghai hat eine Länge von 165 km und wurde 2010 fertiggestellt. |
|  | Die längste Brücke über Wasser ist der Lake Pontchartrain Causeway in den USA mit einer Gesamtlänge von 38 km. Die Brücke führt über den Lake Pontchartrain in der Nähe von New Orleans.                                                                                                 |
|  | Die längste Brücke Europas ist die Ponte Vasco da Gama in Lissabon, Portugal mit 17,185 km. |
|  | Die längste Holzbrücke Europas befindet sich in Ronneburg (Thüringen), Deutschland, mit 225 m und trägt den Namen Drachenschwanz. |
|  | Die Brücke mit der längsten Spannweite (Abstand zwischen zwei Pfeilern) ist seit dem 26. Februar 2022 die Çanakkale-1915-Brücke über die Dardanellen. Ihre Spannweite beträgt 2023 m. Sie löste die bis dahin längste Spannweite der Akashi-Kaikyō-Brücke in Japan mit 1990,8 Metern ab. |
|  | Die längste 3D-gedruckte Brücke der Welt hat eine Länge von 28,1 Metern und ist der Zhaozhou-Brücke nachempfunden, einer 1.400 Jahre alten Steinbogenstruktur in der chinesischen Provinz Hebei.                                                                                         |

#### Längster Tunnel
Siehe auch: Liste der längsten Tunnel der Erde
Der Gotthard-Basistunnel (Schweiz) ist mit 57 km der längste Eisenbahntunnel und insgesamt längste Tunnel der Welt.
Der Lærdalstunnel (Norwegen) ist mit 24,5 km Länge der längste Straßentunnel der Welt.
Der Tunnel, durch den die Linie 3 der Guangzhou Metro verläuft, ist mit 60,4 km das längste zusammenhängende Tunnelbauwerk der Welt.

#### Größte Schleuse
Die 545 Meter lange und 70 Meter breite Seeschleuse IJmuiden in der Provinz Noord-Holland ist seit 2022 die größte Seeschleuse der Welt.

#### Höchste Seilbahnstütze
Die 2016 eröffnete Pendelbahn über die Halong-Bucht im Norden von Vietnam besitzt mit ihren beiden 188,8 m hohen Betonstützen die höchsten Seilbahnstützen der Welt.
Zuvor war die 1966 fertiggestellte 113,6 Meter hohe Stütze der 3. Sektion der Gletscherbahn Kaprun III in Österreich die höchste Seilbahnstütze der Welt.

#### Größter Parkplatz
Der Parkplatz mit insgesamt 20.000 Stellplätzen vor der West Edmonton Mall in Edmonton, Alberta, Kanada ist der größte der Welt.

### Fernsehtürme
Hauptartikel: Liste der höchsten Fernsehtürme
|  | Tokyo Sky Tree (japanisch 東京スカイツリー, Tōkyō Sukai Tsurī) ist der 634 Meter hohe Fernseh- und Rundfunksendeturm in der japanischen Hauptstadt Tokio. Die Eröffnung fand am 22. Mai 2012 statt. Er ist seit seiner Fertigstellung der höchste Fernsehturm und gleichzeitig nach Burj Khalifa und Merdeka 118 das dritthöchste freistehende Bauwerk der Erde.                                                    |
|  | Der Canton Tower im chinesischen Guangzhou war mit 610,8 m seit der Aufsetzung der Antenne am 5. Mai 2009 der höchste Fernsehturm der Welt. Die Bauarbeiten waren Ende 2009 vollständig abgeschlossen. Am 29. September 2010 fand die Eröffnungszeremonie und am Abend des 30. eine Lichtshow statt. Seit 1. Oktober ist der Turm für Publikumsverkehr geöffnet, wobei täglich mit 12.000 Besuchern gerechnet wird. |
|  | Der CN Tower im kanadischen Toronto war mit 553,3 m von 1976 bis zum 5. Mai 2009 der höchste Fernsehturm der Welt und war bis zum 11. September 2007 gleichzeitig das höchste freistehende Bauwerk der Welt. Bis zur Fertigstellung des Shanghai World Financial Center 2008 hielt der CN Tower darüber hinaus den Rekord des höchsten Aussichtsdecks der Welt auf 447 m Höhe.                                      |
|  | Der Fernsehturm Ostankino ist der höchste Fernsehturm Europas. Er steht in Moskau, Russland und ist 540 m hoch, bei seiner Fertigstellung im Jahre 1967 war er das höchste freistehende Bauwerk der Welt. 1976 wurde seine Höhe vom kanadischen CN Tower übertroffen |
|  | Der Berliner Fernsehturm ist mit einer Höhe von 368,03 m der höchste Fernsehturm Deutschlands. |

### Fahrgeschäfte, Sportbauten

#### Größtes Stationäres Riesenrad
|  | Ain Dubai (arabisch عين دبي, DMG ʿAin Dubayy) in Dubai (Vereinigte Arabische Emirate) ist mit 260 m Höhe das größte Riesenrad der Welt und wurde am 21. Oktober 2021 eröffnet. |
|  | Die Sonne von Moskau (russisch Солнце Москвы Solntse Moskvy) ist mit 140 m Höhe das größte Riesenrad Europas und wurde am 10. September 2022 eröffnet.                         |

#### Größtes transportables Riesenrad
|  | Das Steiger-60-Meter-Riesenrad gilt als das größte transportable Riesenrad der Welt. Es hat einen Durchmesser von 60 Metern. |

#### Höchstes transportables Fahrgeschäft
Der 95,1 Meter hohe Aussichtsturm Top of the World ist das höchste je gebaute transportable Fahrgeschäft.

#### Höchste Holzachterbahn
|  | Die höchste Holzachterbahn Son of Beast stand im Kings Island-Vergnügungspark in Ohio. Mit einer Länge von 2143,4 m und 66,4 m Höhe war sie um 14,4 m höher als Colossos im Heide-Park, der größten Holzachterbahn Europas. |

#### Höchste Stahlachterbahn
|  | Die höchste Stahlachterbahn ist mit 139 m Kingda Ka in Six Flags Great Adventure in New Jersey. |

#### Schnellste Stahlachterbahn
|  | Die schnellste Stahlachterbahn ist mit 240 km/h Formula Rossa in Ferrari World in Abu Dhabi.                 |
|  | Die schnellste Stahlachterbahn in Europa ist mit 180 km/h Red Force im PortAventura World in Salou, Spanien. |
|  | Die schnellste Stahlachterbahn in Deutschland ist mit 130 km/h Silver Star im Europa-Park in Rust.           |

#### Älteste sich im Betrieb befindende Achterbahn
|  | Die älteste Achterbahn wurde 1902 im Lakemont Park in Altoona, Pennsylvania eröffnet. |

#### Größtes Stadion
Siehe: Liste der größten Stadien der Welt, Liste der größten Fußballstadien der Welt, Liste der größten Eishockeystadien der Welt, Liste der größten Tennisstadien der Welt, Liste der größten Fußballstadien in Deutschland
|  | Das größte Stadion ist das Stadion Erster Mai, ein Stadion auf der Insel Nungna-do in Pjöngjang, Nordkorea, welches 114.000 Zuschauer fasst. |
|  | Das größte jemals gebaute Stadion war das Strahov-Stadion in Prag für bis zu 220.000 Zuschauer, wobei es sich um kein reines Stadion im heutigen Sinne handelt, da es vor allem für sportliche Massenveranstaltungen geplant war. Der antike Circus Maximus soll noch größer gewesen sein. |

#### Größte Sprungschanze
Siehe: Liste der Großschanzen
|  | Die Mühlenkopfschanze bei Willingen (nordwestliches Hessen) ist die größte Großschanze der Welt |

### Talsperren, Wasserbau

#### Größte Talsperre
|  | Die größte Talsperre der Welt, gemessen an der Leistung des Wasserkraftwerks von 18.200 MW, ist der am 20. Mai 2006 fertiggestellte Drei-Schluchten-Damm in China. Er kann theoretisch im Jahr 84 Terawattstunden (TWh) erzeugen. Das Staudamm-Bauwerk am Jangtsekiang ist aber nicht von herausragender Größe; es ist „nur“ 2335 m lang und „nur“ 181 m hoch. |

Siehe: Liste der größten Wasserkraftwerke der Erde
|  | Die größte Talsperre der Welt, gemessen an der Jahresenergieproduktion von 95 TWh, ist jedoch nicht der Drei-Schluchten-Damm, sondern weiterhin das Wasserkraftwerk Itaipú an der Grenze zwischen Paraguay und Brasilien. |
|  | Die größte Talsperre der Welt, gemessen am gestauten Wasservolumen, ist mit 180 Milliarden Kubikmetern die Kariba-Talsperre auf der Grenze zwischen Simbabwe und Sambia.                                                  |
|  | Die größte Talsperre der Welt, gemessen an der Wasserfläche, ist mit 8500 Quadratkilometern der Volta-Stausee in Ghana.                                                                                                   |
|  | Der größte „Staudamm“ der Welt, gemessen am Bauwerksvolumen, ist mit 540 Millionen Kubikmetern die Einfassung des „Syncrude tailings pond“ in Kanada.                                                                     |

Siehe: Liste der größten Stauseen der Erde

#### Höchster Staudamm
|  | Der höchste Staudamm der Welt ist der 1980 fertiggestellte 300 m hohe Nurek-Staudamm in Nurek, Tadschikistan. |

Wenn der 335 Meter hohe Rogun-Staudamm in Rogun, Tadschikistan, fertiggestellt ist, wird er der höchste Damm der Welt sein.

#### Längster Staudamm
Der längste Staudamm der Welt ist mit 224 km der Staudamm der Talsperre Chapetón in Argentinien.
Siehe: Liste der größten Talsperren der Erde

#### Springbrunnen
|  | Die höchste Wasserfontäne Europas ist mit 140 m Höhe der Jet d’eau in Genf im Genfersee. |
|  | Die höchste Wasserfontäne der Welt ist seit 1985 der King Fahd’s Fountain in Dschidda (Saudi-Arabien) mit einer Höhe von 312 m, gefolgt von der World Cup Fountain in Seoul (Südkorea) mit einer Höhe von 202 m und von der Port Fountain in Karatschi (Pakistan) mit einer Höhe von 190 m. |

#### Abwasserleitung
Die größte gebohrte Abwasserleitung der Welt ist, mit einer Länge von 211 Kilometern und einem Durchmesser von 2,7 – 10 Metern, der Chicago TARP (Tunnels and Reservoir Plan) in Chicago, Illinois (Vereinigte Staaten).

#### Kläranlage
Die größte Kläranlage der Welt ist Chicagoer West-Southwest-Anlage mit einem Fassungsvermögen von 1.280.000 m³. Die durchschnittliche Menge an aufbereitetem Abwasser beträgt 3160 Millionen Liter pro Tag.

### Sonstige Bauten

#### Bohrinsel
|  | Die Gasförderplattform Troll A ist mit einem Gewicht von 683.000 Tonnen das größte bewegliche von Menschen geschaffene Objekt der Welt. |

#### Leuchtreklame
|  | Die größte Leuchtreklame befindet sich am Westgate Las Vegas Resort & Casino in Las Vegas, Vereinigte Staaten. Die Anlage umfasst 16.000 Halogenscheinwerfer auf einer Fläche von 60 × 32 Metern (Länge × Höhe). |

### Spannweiten

#### Spannweiten von Seilen

##### Alle Kategorien
- Freileitungskreuzung des Ameralik-Fjord bei Nuuk, Grönland, 5376 m

##### Längste Seilspannweite einer Luftseilbahn
- Materialseilbahn Feldmoos–Chli Titlis (1986 demontiert), 3476 m
- Seilbahn Zugspitze, 3213 m

##### Längste Seilspannweite einer Oberleitung zur Stromversorgung von Fahrzeugen
|  | Die Oberleitung der Strausseefähre hat mit einer Spannweite von 369 Metern die größte Spannweite aller Leitungen zur Stromversorgung von Fahrzeugen. |

#### Brücken

##### Hängebrücken
- Çanakkale-1915-Brücke, 2023 m

##### Schrägseilbrücken
- Schanghai-Nantong-Brücke, 1092 m

##### Bogenbrücken
- Dritte-Pingnan-Brücke, 575 m

## Bergbau

### Tiefstes Bergwerk
Goldminen Tautona und Mponeng in den Western Deep Levels, Südafrika, ca. 3900 Meter

### Größtes Untertage-Bergwerk
Ist die Kupfererzmine El Teniente ca. 70 km südöstlich von Santiago de Chile in Chile mit einem unterirdischen Streckenvortrieb von mehr als 3000 km.

## Elektrische Energieübertragung

### Längste Spannweite einer Freileitung
Die längste Spannweite einer Freileitung beträgt 5376 Meter. Sie erstreckt sich über den Fjord von Ameralik in Grönland.

### Höchster Hochspannungsmast der Welt
Der höchste Hochspannungsmast der Welt steht mit einer Höhe vom 380 Metern in der ost-chinesischen Provinz Zhejiang und ist Teil der Stromleitung, die die beiden Zhoushan-Inseln Cezi und Jintang verbindet und ab 2019 Teil der neuen Leitung zwischen Zhoushan und Ningbo. Der Mast übertrifft damit zwei wenige Kilometer südlich stehende Masten einer seit 2010 bestehenden Hochspannungsleitung zur Insel Zhoushan um 10 Meter.

### Höchste Übertragungsspannung

#### Wechselspannung
Die Drehstromleitung Ekibastus–Kökschetau verwendet mit einer Betriebsspannung von 1150 kV die höchste Übertragungsspannung aller Stromleitungen weltweit.

#### Gleichspannung
Die höchste Übertragungsspannung bei Hochspannungs-Gleichstrom-Übertragung (HGÜ) mit ±800 kV weist die HGÜ Yunnan-Guangdong zwischen der Provinz Yunnan im Südwesten Chinas und der im Süden liegenden Provinz Guangdong auf.

### Größte übertragbare Leistung
Die HGÜ-Strecke Itaipu zwischen dem Kraftwerk Itaipú und dem Großraum São Paulo überträgt bei einer Spannung von ±600 kV eine Leistung von knapp 6,3 GW (6296 MW).
Die noch im Bau befindliche HGÜ-Strecke vom Wasserkraftwerk Xiangjiaba im Südwesten Chinas und Shanghai überträgt bei einer Spannung von ±800 kV eine Leistung von 6,4 GW (6400 MW).

### Längste Überlandleitung
Die längste Freileitung der Welt ist die 1700 Kilometer lange HGÜ Inga-Shaba in Zaire (heute Demokratische Republik Kongo). Die HGÜ-Strecke vom Wasserkraftwerk Xiangjiaba im Südwesten Chinas und Shanghai ist mit einer Länge von 2071 Kilometer zwar länger, jedoch befindet sich diese noch im Bau.

### Längstes Stromkabel
Das längste HGÜ-Seekabel ist seit 2008 mit 580 Kilometer die NorNed zwischen Niederlande und Norwegen. Von 2006 bis 2008 war es Basslink, ein 290 km langes HGÜ-Seekabel zwischen Tasmanien und Australien. Das 250 Kilometer lange monopolare Land- und Seekabel der HGÜ Baltic Cable zwischen Lübeck-Herrenwyk und Haslov in Schweden ist das drittlängste isolierte Stromkabel der Welt (die letzten 12 Kilometer der HGÜ Baltic Cable von Haslov nach Arrie sind als Freileitung ausgeführt).
Das längste Drehstromkabel ist das 115 Kilometer lange Seekabel für 90 kV zwischen Großbritannien und der Isle of Man.
In Planung ist seit gut zehn Jahren in Malaysia im Rahmen des Bakun-Staudammprojektes ein ca. 600 km langes Seekabel von der Nordseite von Borneo durch die Südchina-See zur malaiischen Halbinsel, da auf ganz Borneo keine Verwendung für das erwartete Stromaufkommen besteht. Zur Verringerung von Übertragungsverlusten soll diese Leitung in Kryotechnik geplant werden.

## Rundfunk

### Stärkste Rundfunksender
Der Langwellensender in Taldom, Russland und der Mittelwellensender in Bolschakowo, Russland gelten mit einer Sendeleistung von 2500 Kilowatt als die leistungsfähigsten Rundfunksender der Welt.

### Stärkster Piratensender im UKW-Bereich
Der stärkste illegale Sender im UKW-Bereich war das Schweizer Radio 24. Er sendete um 1980 von Italien aus mit einer effektiven Strahlungsleistung von ca. 8 MW.

## Luftfahrt

### Größter Flugkörper
|  | Größter je gebauter Flugkörper: das Passagierluftschiff Hindenburg bzw. ihr Schwesterschiff Graf Zeppelin II mit je 245 m Länge und einem Volumen von 200.000 Kubikmetern. |

### Größtes Flugzeug
|  | Das längste und schwerste je gebaute Flugzeug war die Antonow An-225 (Länge 85,30 m, Spannweite 88,40 m, maximales Startgewicht 600 t). |
|  | Das Flugzeug mit der größten Spannweite (117 m) ist die für Raketenstarts vorgesehene Scaled Composites Stratolaunch. |
|  | Größtes Passagierflugzeug ist der Airbus A380-800 (Länge 72,30 m, Spannweite 79,80 m, maximales Startgewicht ca. 590 t). |
|  | Das längste eingesetzte Passagierflugzeug ist die Boeing 747-8 (Bild; Länge 76,30 m). Die noch nicht geflogene Boeing 777-9 ist nochmals 20 cm länger. |
|  | Das größte je gebaute Propellerflugzeug war die Hughes H-4 (Spruce Goose), die lange Zeit auch die größte Spannweite aller gebauten Flugzeuge hatte (Startgewicht circa 181 t, Spannweite 97,51 m). Ihre Flugfähigkeit wird allerdings bezweifelt, da sich der einzige Flug der H-4 im Bereich des Auftrieb gebenden Bodeneffekts abspielte. |
|  | Das größte Serienflugzeug mit Propellertriebwerken ist die Antonow An-22 (Antäus) (maximales Startgewicht 250 t, Länge 57,80 m, Spannweite 64,40 m). |

### Höchste Flughöhe ohne Raketenantrieb
|  | Die 1956–57 in Dienst gestellte Lockheed U-2 hatte eine Dienstgipfelhöhe von 25.900 m.                                          |
|  | Den Höhenrekord von 26.213 m für Düsenflugzeuge (also mit luftatmenden Triebwerken) im Horizontalflug hält eine Lockheed SR-71. |
|  | Der absolute Höhenrekord wurde mit einer MiG-25 mit 37.650 m aufgestellt, allerdings im Parabelflug.                            |

### Solarluftfahrt
| SI2 HB-SIB · 1. Prototyp HB-SIA | Die Solar Impulse hält mehrere anerkannte Rekorde in der Kategorie experimentelle Solarflugzeuge. 3. Juli 2015, HB-SIB: Etappe Nagoya (Japan) – Hawaii (USA) von André Borschberg (noch nicht ratifiziert durch die FAI) - längster direkter Solarflug: 7.212 km - Flugdauer: 4 Tage 21 Stunden 52 Minuten (117h 52m) (Steve Fossett flog 2006 in 76 Stunden und 45 Minuten mit dem Virgin Atlantic GlobalFlyer um die Erde und verbrauchte dabei 10.200 Liter Kerosin, 83 % des Startgewichts) März 2015, HB-SIB: Etappe Muscat (Oman) – Ahmedabad (Indien) - längster direkter Solarflug: 1.468 km Mai 2013, HB-SIA: Etappe Phoenix – Dallas (USA) - längste Strecke entlang vordefinierter Streckenpunkte 1.487,6 km - längste freie Distanz: 1.506,5 km 7. Juli 2010: Nachtflug von André Borschberg mit der HB-SIA über Payerne (Schweiz) - absolute Höhe: 9.235 m - Flugdauer: 26 Stunden 10 Minuten 19 Sekunden - Höhengewinn: 8.744 m |
|                                 | Den längsten Rückkehr-Flug über 384 km absolvierte Klaus Ohlmann am 17. August 2011 in Serres (Hautes-Alpes) mit dem ICARE 2 (D-KXXL). |
|                                 | Indirekt durch Sonnenkraft (daraus entstehende Windsysteme wie Leewellen) wurde im Segelflug die Höhe von 23.200 m erflogen. Aufgestellt am 2. September 2018 von Jim Payne und Tim Gardner in einem Eigenbau namens Windward Performance Perlan II, basierend auf einer DG-500 Doppelsitzer Segelflugzeug. Der Weltrekord über den längsten Streckenflug mit einem Segelflugzeug beträgt 3009 km, aufgestellt von Klaus Ohlmann und Karl Rabeder – geflogen in Argentinien in einem Schempp-Hirth Nimbus 4DM (Doppelsitzer) am 21. Januar 2003. |

### Höchste Ballonfahrt
|  | Seit dem 31. Juli 1901 wurde der Höhenweltrekord von 10.800 m, von Arthur Berson und Reinhard Süring gehalten. Der Aufstieg mit dem Ballon Preussen begann um 10:50 Uhr auf dem Tempelhofer Feld bei Berlin. In einer Höhe von 6000 m begannen die Ballonfahrer mit der Sauerstoffatmung durch Schläuche, die mit den mitgeführten Sauerstoffflaschen verbunden waren. Oberhalb von 10.000 m wurden beide Meteorologen bewusstlos, nachdem Berson eine Höhe von 10.500 m registriert und Wasserstoff durch mehrmaliges Ziehen der Ventilleine abgelassen hatte. Da der Ballon noch im Steigen begriffen war, schätzt man die letztlich erreichte Höhe auf 10.800 m ü. NN. Nach ihrem Erwachen konnten Berson und Süring den Ballon nach 7,5 Stunden Fahrt bei Briesen nördlich von Cottbus sicher landen. |
|  | Die größte Höhe im offenen Korb in der Geschichte der Ballonfahrt erreichten der Ballonführer Alexander Dahl am 31. August 1933 im Spezial-Höhenballon „Bartsch v. Sigsfeld“ mit 11.300 m. Die wissenschaftliche Leitung der Expedition hatte P. A. Galbas, der Leiter der Flugwetterwarte Essen-Mülheim. Dritter Teilnehmer war der Essener Walter Popp. |
|  | Erstmals mit luftdicht verschlossener Kabine stellten der Physiker Auguste Piccard und sein Assistent Paul Kipfer am 27. Mai 1931, von Augsburg aus gestartet, an Bord des FNRS-1, einem Ballon mit kugelförmigem Druckkörper, einen Höhenrekord von 15.785 m auf. Am 18. August 1932 stieg Piccard mit dem belgischen Physiker Max Cosyns zum zweiten Mal mit einem Gasballon auf, diesmal in Dübendorf in der Schweiz, auf eine Höhe von 16.201 m (Luftdruckmessung) bzw. 16.940 m (geometrische Messung). Piccards Zwillingsbruder Jean konstruierte einen Ballon, mit dem Settle und Fordney im November 1933 den Höhenrekord auf 18.665 m schraubten. Seine Frau Jeannette stellte am 23. Oktober 1934 mit 17.550 m einen inoffiziellen Höhenrekord für Frauen auf, der bisher nur durch Raumfahrerinnen überboten wurde. |
|  | Beim Projekt Manhigh I, einer Serie von bemannten Ballonaufstiegen in Höhen von 30 Kilometern, die ab 1955 durch das Militär der USA initiiert wurde, erreichten Captain Joseph Kittinger am 2. Juni 1957 eine Höhe von ca. 29.500 m und Major David Simons (Manhigh II) zwischen 19. und 20. August ca. 30.900 m. Beim Projekt Excelsior der US-Luftwaffe am 16. August 1960 morgens stieg Kittinger mit einem heliumgefüllten Ballon bis in eine Höhe von 31.332 m, von dort ließ er sich aus der offenen Gondel zur Erde fallen. In einem Druckanzug fiel er vier Minuten und 36 Sekunden, bis sich in rund 5.500 m Höhe der Hauptfallschirm öffnete. Nach weiteren 9½ Minuten landete er sicher. Bei diesem Unternehmen stellte Kittinger vier Weltrekorde auf, die teilweise bis heute nicht übertroffen wurden: 1. Höchste Ballonfahrt mit offener Gondel (aber im Druckanzug), 2. längster freier Fall, (übertroffen von Jewgeni Nikolajewitsch Andrejew am 1. November 1962 mit 24.500 m aus 25.458 m) 3. längster Fallschirmsprung 4. und höchste Geschwindigkeit eines Menschen ohne besondere Schutzhülle. Ob er bei diesem Sprung die Schallmauer durchbrach, ist umstritten. In Beiträgen aus jüngerer Zeit werden Kittingers Angaben von 1960 bestätigt, indem von einer Geschwindigkeit „bis zu 614 Meilen pro Stunde“ und von einer „Annäherung an die Schallgeschwindigkeit“ berichtet wird oder er durchbricht „beinahe die Schallmauer, als er für kurze Zeit 988 km/h erreicht.“ Aus den (unumstrittenen) Werten der Absprunghöhe und der Fallhöhe Kittingers lässt sich seine theoretische Endgeschwindigkeit berechnen, die demnach bei 275 m/s = 990 km/h liegt und somit knapp unter der anzunehmenden Schallgeschwindigkeit von 1.003 km/h (bei −80 °C). Den Rekord hielten Malcolm D. Ross und Victor E. Prather, die 1961 über dem Golf von Mexiko auf 34.668 m Höhe stiegen. |
|  | Am 14. Oktober 2012 stellte der Österreicher Felix Baumgartner einen neuen Rekord für den höchsten bemannten Ballonflug auf. Baumgartner stieg mit einem Heliumballon in einer zurückkehrenden Druckkapsel in die Stratosphäre auf, um mit Schutzanzug und Fallschirm abzuspringen. Damit stellte er fünf Weltrekorde auf: - höchste bemannte Ballonfahrt, 38.969,4 m (120.000 ft) (bisheriger Rekord: 34.668 m, aufgestellt 1961 von Malcolm D. Ross und Victor E. Prather); - höchster Absprung, 38.969,4 m (31.332 m, 16. August 1960, Joseph Kittinger); - größte im freien Fall erreichte Geschwindigkeit (mit Stabilisierungsschirm), 1.357,6 km/h (988 km/h, 16. August 1960, Joseph Kittinger); - längster freier Fall ohne Stabilisierungsschirm (Höhe), 36.402,6 m (24.500 m, 1. November 1962, Jewgeni Nikolajewitsch Andrejew); - längster freier Fall (Dauer): 4 Minuten 20 Sekunden (Joseph Kittinger stellte am 16. August 1960 einen Rekord in Höhe von 4 Minuten 36 Sekunden auf, jedoch mit einem „Drogue Chute“). |
|  | Am 24. Oktober 2014 sprang der Amerikaner Alan Eustace aus 41.422 Metern und überbot damit mindestens zwei Rekorde von Felix Baumgartner: - höchste bemannte Ballonfahrt, 41.422 m - höchster Absprung, 41.422 m - Fallstrecke (mit Stabilisierungsschirm), 37.623 m - vertikale Fallgeschwindigkeit (mit Bremsschirm), 1320 km/h Der Sprung des Google-Managers Eustace fand weitgehend ohne Medienrummel statt und fand den Weg in die Öffentlichkeit nur dank der Reporter der New York Times. |

### Unbemannte Ballone
Den Höhen-Weltrekord für unbemannte Ballone hielt nach der Ausgabe des Guinness-Buchs von 1991 mit 51.400 m ein Winzen-Ballon mit einem Volumen von 1,35 Millionen Kubikmetern (zum Vergleich: eine Kugel mit 137 m Durchmesser hat dieses Volumen), der im Oktober 1972 in Chico, Kalifornien, USA, gestartet wurde.
Im Jahr 2002 erreichte ein japanischer Ballon 53 Kilometer Höhe.
Am 20. September 2013 erreichte wiederum ein japanischer Ballon 53,7 km Höhe.
Dies sind die größte Höhen, die ein Flugkörper erreicht hat, der zum Fliegen primär auf das Medium Luft angewiesen ist. Nur Raketen, Raketenflugzeuge und Geschosse können größere Höhen erreichen.

## Seefahrt

### Höchster Schiffsmast
Den, vor seiner Kürzung, höchsten Schiffsmast hatte die Mirabella V mit einer Höhe von 91,44 Metern. Fast genauso hoch war der Sendemast an Bord des Piratensenderschiffs Ross, der 90 Meter maß. Das Bohrschiff Chikyū erreicht mit seinem Bohrturm eine Höhe von 130 Metern.

### Größtes Schiff
| Pioneering Spirit | Das Arbeitsschiff Pioneering Spirit ist das größte jemals gebaute Schiff nach Bruttoraumzahl und Breite. Länge: 382,00 Meter, Breite: 123,75 Meter, Tiefgang: 27,0 Meter (403.342 BRZ). |

Der Öltanker Jahre Viking ist nach Verlängerung um 81 Meter 1980 mit 458,45 m das längste jemals gebaute Schiff. Der größte jemals in einem Stück gebaute Tanker ist hingegen die Pierre Guillaumat, Länge: 414,23 Meter, Breite: 63,05 Meter, Tiefgang: 28,60 Meter.
(siehe: Liste der größten Schiffe der Welt und Größenwachstum bei Schiffen)

### Größtes Kreuzfahrtschiff
|  | Die Wonder of the Seas ist ein Kreuzfahrtschiff der Royal Caribbean International, welches 2020 fertiggestellt wurde. Mit einer Vermessung von 228.081 BRZ löste sie ihr Schwesterschiff, die Symphony of the Seas, als das größte Kreuzfahrtschiff der Welt ab. Gebaut wurde sie auf der französischen Werft STX France in Saint-Nazaire. |

### Tiefsee

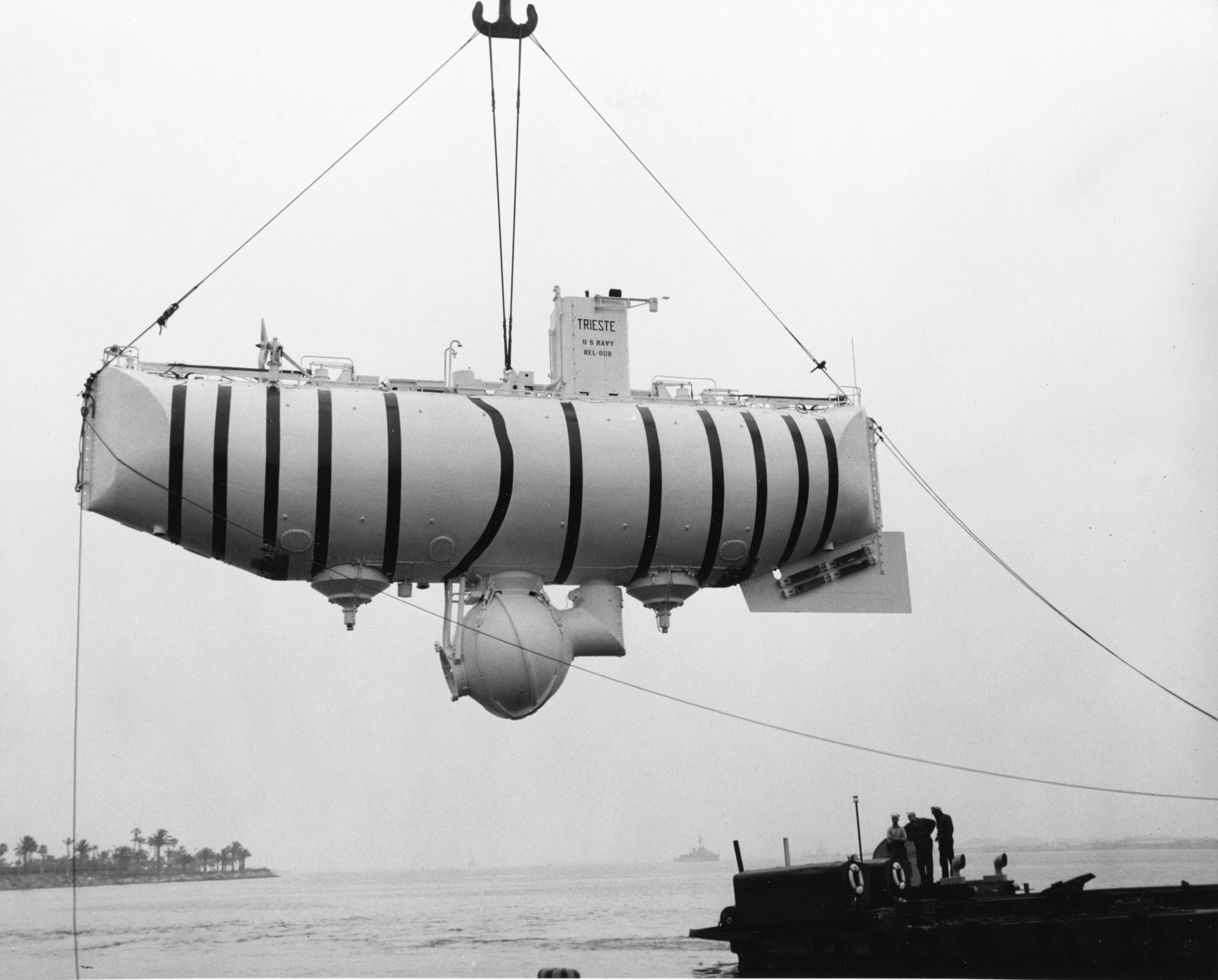
Der Bathyscaphe Trieste

1953 tauchte der Schweizer Wissenschaftler, Physiker und Erfinder Auguste Piccard erstmals mit einem Bathyscaph, der Trieste, einer Weiterentwicklung des Vorläufers FNRS-2, vor der Mittelmeerinsel Ponza in eine Tiefe von 3.150 m hinunter. Einen weiteren Tiefenrekord stellte der französische Bathyscaph FNRS-3 im Februar 1954 auf und erreichte in der Nähe von Dakar 4.050 m, was die Trieste 1959 im Pazifik übertraf. Am 23. Januar 1960 schließlich tauchte die Trieste auf die bis heute gültige Rekordtiefe von 10.740 bzw. 10.916 m (je nach Messung) hinunter, eine Stelle am Grund des Marianengrabens. Hier widerstand das Tiefseetauchboot einem Druck von 1.170 bar, dem 1.155-fachen des mittleren Luftdruckes in Meereshöhe.

### Tiefenrekord für serienmäßig gefertigte Uhren
Den Tiefenrekord für serienmäßig gefertigte mechanische Uhren ohne Komplikation hält die Taucheruhr Rolex Deep Sea mit 3900 Metern, bei den serienmäßig gefertigten mechanischen Chronographen erreicht die 20'000 Feet von Charmex seit 2009 eine Tiefe von über 6000 Meter.

## Raumfahrt
Siehe auch: Rekorde der bemannten Raumfahrt und Rekorde der unbemannten Raumfahrt

### Größte und leistungsfähigste Raketen
Siehe auch: Stärkste Trägerraketen nach Nutzlast
|  | Die Saturn V absolvierte 13 erfolgreiche Weltraumstarts zwischen 9. November 1967 und 14. Mai 1973. Der Startschub betrug 33.578 kN (3.424 t), die Höhe 110,6 m, das Startgewicht 2.934,8 t, die max. Nutzlast 133 t |
|  | Die N1, die im Rahmen des sowjetischen bemannten Mondprogramms entwickelt wurde, brachte zwischen 21. Februar 1969 und 23. November 1972 vier erfolglose unbemannte Startversuche (größte Flugdauer ca.107 Sekunden) hinter sich. Dabei betrug der Gesamtschub 43.300 kN, die Höhe 105,3 m, die Startmasse 2.750 t, die Nutzlast (LEO): 70 t (N1), später 95 t geplant (N1F) |
|  | Die Energija ist eine sowjetische Trägerrakete, die entwickelt wurde, um die Raumfähre Buran in den Orbit zu transportieren. Die Rakete kam zwischen 15. Mai 1987 und 15. November 1988 zweimal erfolgreich unbemannt zum Einsatz. Beim zweiten wurde die Buran-Raumfähre ins All gebracht. Rückkehr und Landung erfolgten automatisch gesteuert. Der Startschub betrug 35.000 kN, Die Höhe 58,8 m, die max. Nutzlast in einen erdnahen Orbit ca. 96 t und ca. 22 t in eine geostationäre Transferbahn. Mit der Vulkan war eine schwere Variante der Energija geplant, die etwa 175 t Nutzlast in einen niedrigen Erdorbit befördern können sollte. Das Programm wurde aus Budgetknappheit eingestellt. |
|  | Die Falcon Heavy startete erstmals am 6. Februar 2018. Mit einem Startschub von 22.819 kN, 70 m Höhe, bis zu 1.420 t Startmasse und 63,8 t Nutzlastkapazität ist sie die stärkste und schwerste im Einsatz stehende Rakete. |
|  | Das Starship-System ist die größte und leistungsfähigste Rakete, die derzeit in Entwicklung ist. Ihre geplante Höhe beträgt 121 m und der Startschub etwa 62.000 kN. Durch Wiederbetankung in der Erdumlaufbahn soll sie über 100 t Nutzlast zu beliebigen Zielen befördern können. Ein erster Start fand am 20. April 2023 statt. |

### Größte Entfernung zur Erde
|  | Die Raumsonde Voyager 1 hat eine Entfernung zur Erde von ca. 22,77 Mrd. km (Dezember 2020). (Bild: Künstlerische Darstellung von Voyager im All). |

## Wissenschaft

### Größtes optisches Teleskop
|  | Das Large Binocular Telescope („großes binokulares Teleskop“) auf dem 3267 m hohen Mount Graham in Arizona hat einen Spiegeldurchmesser von 2 × 8,4 Meter. Die kombinierte Lichtsammelfläche der beiden Spiegel entspricht der eines Spiegels mit 11,8 Metern Durchmesser. |
|  | Das Gran Telescopio Canarias auf La Palma hat den größten Spiegel. Dieser Spiegel hat einen Durchmesser von 10,4 Metern. |

### Größter Teilchenbeschleuniger
|  | Der Large Hadron Collider ist mit einer Ringlänge von 27 km der größte Teilchenbeschleuniger der Welt. Er hält auch die Rekorde für die größte erreichte Teilchenenergie und die größte Kollisionsrate an einem Speicherring. |

### Größter schalltoter Raum der Welt
|  | Die Benefield Anechoic Facility auf der Edwards Air Force Base ist mit einem Volumen von 130.823 m³ der größte schalltote Raum der Welt. |

### Längstes Echo der Welt
|  | Im ehemaligen schottischen unterirdischen Tanklager Inchindown wurde 2014 das Echo eines Pistolenschusses mit 112 Sekunden Länge gemessen. |

## Landfahrzeuge

### Größte mit Landfahrzeugen erreichte Höhe
Im Jahr 2007 erreichten 2 Jeep Wrangler Unlimited am Vulkan Ojos del Salado eine Höhe von 6.646 Meter über NN.
Am 21. April 2007 fuhr der Chilene Gonzalo Bravo am Vulkan Ojos del Salado mit seinem modifizierten Suzuki Samurai auf eine Höhe von 6.688 Metern.
Ende Dezember 2019 erreichte der Expeditionsveranstalter Matthias Jescke der Extrem Events – Matthias Jeschke e. K. mit 2 Unimogs U 5023 am Vulkan Ojos del Salado eine Höhe von 6.694 Meter über NN und stellte damit zusammen mit vielen Partnern – wie auch der MikeBosetti GmbH & Co. KG – einen Weltrekord für die bisher größte erreichte Höhe für Radfahrzeuge auf.

### Schnellstes Auto der Welt
Das schnellste Auto der Welt ist das Raketenauto ThrustSSC, das am 15. Oktober 1997 mit 1227,985 km/h die Schallmauer durchbrach. Siehe auch Landgeschwindigkeitsrekord

### Schnellstes rückwärts fahrendes Auto der Welt
Das schnellste rückwärts fahrende Auto der Welt ist der Rimac Nevera, der im November 2023 mit 275,74 km/h gemessen wurde.

### Schnellstes radangetriebenes Auto
Das schnellste radangetriebene Auto ist der Turbinator, der am 18. Oktober 2001 mit Hilfe eines Gasturbinenantriebes eine Geschwindigkeit von 737,794 km/h erreichte.

### Schnellstes von einem Verbrennungsmotor mit Motoraufladung angetriebenes Auto
Das schnellste von einem Verbrennungsmotor mit Motoraufladung angetriebene Auto ist der Burklands' 411 Streamliner, er erreichte am 26. September 2008 eine Geschwindigkeit von 669,319 km/h.

### Schnellstes von einem Verbrennungsmotor ohne Motoraufladung angetriebenes Auto
Das schnellste von einem Verbrennungsmotor ohne Motoraufladung angetriebene Auto ist der "Spirit of Rett" streamliner, er erreichte am 21. September 2010 eine Geschwindigkeit von 666,776 km/h.

### Schnellstes dieselangetriebenes Auto
Das schnellste von zwei Dieselaggregaten angetriebene Auto ist der JCB Dieselmax, der am 23. August 2006 eine Geschwindigkeit von 563,418 km/h erreichte.

### Schnellstes elektroangetriebenes Auto
Das schnellste von Elektromotoren angetriebene Auto ist der Venturi Buckeye Bullet 2.5 streamliner, er erreichte am 24. August 2010 eine Geschwindigkeit von 495,140 km/h.

### Schnellstes wasserstoffangetriebenes Auto
Das schnellste mit Wasserstoff angetriebene Auto mittels Brennstoffzelle ist der Buckeye Bullet 2.0 streamliner, er erreichte am 25. September 2009 eine Geschwindigkeit von 487,433 km/h.

### Schnellstes dampfangetriebene Auto
Das schnellste mit Dampf angetriebene Auto ist der Inspiration streamliner, er erreichte am 25. August 2009 eine Geschwindigkeit von 225,055 km/h.

### Schnellster in Serie gefertigter straßenzugelassener Sportwagen
Der Koenigsegg Agera RS erreichte am 4. November 2017 in Pahrump (Nevada, USA) auf öffentlicher Straße eine Geschwindigkeit von 447,24 km/h (277,9 mp/h). Gefahren wurde der Rekord von Niklas Lilja. Außerdem hält der Wagen den 0-400-0-Geschwindigkeitsrekord mit einer Zeit von 36,44 Sekunden.

### Schwerster LKW der Welt
Der weltweit schwerste in Serie produzierte LKW ist der BelAZ-75710 mit einem zulässigen Gesamtgewicht von 810 t (Länge: 20,6 m; Breite: 9,75 m; Höhe: 8,17 m).

### Schnellste Schienenfahrzeuge

#### Schnellste Dampflokomotiven

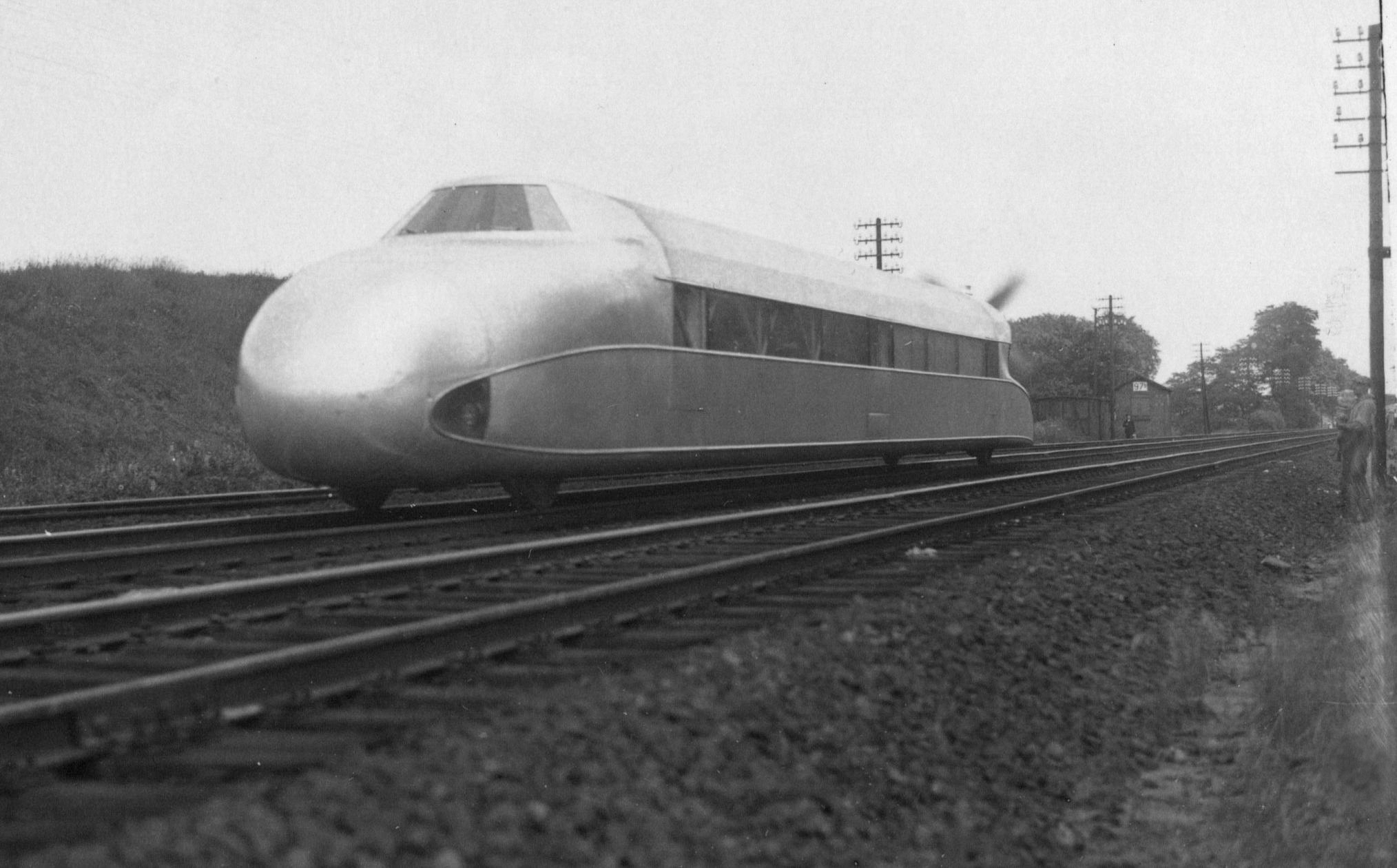
Schienenzeppelin

|  | 1936 Deutschland/Deutsche Reichsbahn, Dampflok 05 002, 200,4 km/h                       |
|  | 1938 England/London and North Eastern Railway, Dampflok Klasse A4 „Mallard“, 201,2 km/h |

#### Sonstige Schienenfahrzeuge
siehe auch: Liste der Geschwindigkeitsweltrekorde für Schienenfahrzeuge
- 1889 USA, Baltimore, elektrischer Triebwagen erreicht 185 km/h
- 1903 Deutschland, AEG-Triebwagen mit Drehstromantrieb, 210 km/h
- 1931 Deutschland, Schienenzeppelin mit Propellerantrieb, 230 km/h
- 1955 Frankreich, SNCF, Elektro-Lok BB 9004 und CC 7107, jeweils 331 km/h
- 1981 Frankreich, SNCF, elektrischer Triebzug TGV, 380 km/h
- 1988 Deutsche Bundesbahn, elektrischer Triebzug InterCityExperimental, 406,9 km/h
- 1990 Frankreich, SNCF, elektrischer Triebzug TGV-Atlantique Nr. 325, 515,3 km/h
- 2007 Frankreich, SNCF, elektrischer Triebzug TGV-POS Nr. 4402 (V150), 574,8 km/h

### Eisenbahn
- Die größte realisierte Spurweite einer Eisenbahn hatte mit 2.134 mm die Great Western Railway in England. Die Strecken wurden bis 1892 auf Normalspur umgebaut. Heute haben mit 1.676 mm die Eisenbahnen in Argentinien und Indien die größte Spurweite.
- Die am 28. November 1896 eröffnete Brighton and Rottingdean Seashore Electric Railway war eine durch das Meer führende Eisenbahnlinie in Brighton. Der offizielle Name des einzigen Wagens war Pioneer, aber viele nannten den Zug Daddy Long Legs („Weberknecht“ – Spinnentier mit langen Beinen). Die insgesamt vier vierrädrige Drehgestelle des etwa 45 t schwere Fahrzeugs (ein bootsähnliches Gebilde auf circa 7 m hohen Stelzen) liefen auf zwei parallel verlegten Gleisen mit je 828 mm Spurweite. Aus dem Abstand der jeweils äußeren Schienen ergab sich eine Gesamt-Spurweite von 5.486 mm. Nach der Entscheidung des Stadtrates im Jahr 1901, eine Strandschutzbarriere zu bauen, erfolgte die endgültigen Schließung.
- Die breiteste projektierte Spurweite einer Eisenbahn hatte mit zunächst vorgesehenen 4.000 mm (später jedoch auf 3.000 mm reduziert), die von der Deutschen Reichsbahn und der deutschen Bahntechnikindustrie von Mai 1942 bis in die letzten Kriegstage 1945 geplante Breitspurbahn. Der erhoffte Effekt war neben der großen transkontinentalen Transportkapazitäten die psychologische Wirkung des neuen Transportmittels, welches in Verbindung mit den Monumentalbauten die Stärke des damaligen Regimes demonstrieren sollte. Als Breitspurbahn wird allgemein jede Eisenbahn auf breitspurigem Gleis bezeichnet, im engeren Sinne aber vor allem die auf Adolf Hitlers persönlichen Auftrag hin konzipierte Bahn auf 3000-mm-Spur. Die Fa. Luftschiffbau Zeppelin legte 1942 Pläne für vierstöckige, sog. Schienenzeppeline mit 6 und 9 m Spurweite vor.
- Die höchste Eisenbahnbrücke der Welt ist die Chenab Brücke (330 m) in Indien. Die höchste deutsche Eisenbahnbrücke ist die Müngstener Brücke (107 m).
- Die größte Ziegelsteinbrücke der Welt ist mit 78 m Höhe und 26.021.000 verbauten Ziegeln die Göltzschtalbrücke bei Netzschkau im Vogtland.

### Förderanlagen
Im Gegensatz zur Verkehrstechnik, die sich mit dem weiträumigen Transport befasst, behandelt die Fördertechnik das Fortbewegen von Gütern in abgegrenzten Betriebsbereichen wie beispielsweise Häfen, Flughäfen, im Bergbau oder auch in Industriebetrieben, wie zum Beispiel in der Fertigung und im Lager.
|  | Die größte Spurweite eines Schrägaufzugs verwendet mit 8200 mm seit 1952 der Lärchwandschrägaufzug im Nationalpark Hohe Tauern bei Kaprun in Österreich. |

Größere Spurweiten sind anzutreffen bei Schiffshebewerken und Portalkranen:
- Die 1974 und 1969 von der Firma Krupp gebauten Portalkrane Samson und Goliath in Queen’s Island, Belfast befinden sich in der Schiffswerft von Harland & Wolff, den Erbauern der Titanic. Jeder der beiden Kräne hat eine Spannweite von 140 m und kann Lasten bis 840 Tonnen auf eine Höhe von 70 m heben.
- Das Trockendock unter den Kränen ist das größte der Welt und hat eine Ausdehnung von 556 m × 93 m.

Schräg-Schiffshebewerke transportieren die Schiffe über eine schiefe Ebene, wobei ein Trog auf Schienen läuft, dessen Last durch Gegengewichte ausgeglichen wird.
Neben der sog. Trockenförderung, bei der das Schiff mittels Transportwagen aus dem Wasser gezogen wird, auch Schiffseisenbahn genannt.
|  | Der Oberländische Kanal in Ostpreußen wird heute immer noch fahrplanmäßig von Ausflugsschiffen befahren, insbesondere die geneigten Ebenen sind eine Touristen-Attraktion. |
|  | Die Big Chute Marine Railway im Trent-and-Severn-Waterway in Kanada war als normale Schleuse geplant, fiel dann den Sparmaßnahmen und der Finanzknappheit des Ersten Weltkrieges zum Opfer und wurde als Schrägaufzug mit Trockenförderung im Jahr 1917 als Provisorium eröffnet. |

Es existiert auch der Transport der Schiffe in einem wassergefüllten Trog
- Schiffshebewerk Krasnojarsk am Jenissei, welches eine Spurweite von 9000 mm hat, oder
- das, in der Nähe des Drei-Schluchten-Dammes in der Volksrepublik China fast fertiggestellte, neue Schiffshebewerk am Jangtsekiang. Der Trog ist 120 m lang, 18 m breit und überwindet 150 Meter Höhendifferenz